# Pedro Juan de Lastanosa
Pedro Juan de Lastanosa (Monzón, Huesca, principios del siglo XVI – 29 de junio de 1576) fue un matemático, cartógrafo e ingeniero español.

## Orígenes familiares
Pedro Juan de Lastanosa formaba parte de la familia Lastanosa, que en la persona de su sobrino-bisnieto Vicencio Juan de Lastanosa llegaría a alcanzar mayor reconocimiento.
Los orígenes de la familia se encontraban en una localidad cercana a Monzón y a Lastanosa en el entorno del río Cinca llamada Calavera según la historia familiar y que ya habían disfrutado de una cercanía a la familia real a través del miembro fundacional Gombau de Lastanosa, quien fue un caballero favorecido por el rey Jaime I.

## Biografía
Era el menor de un matrimonio de veintiún hijos, recibiendo sus primeras instrucciones de su tío mosén Pedro de Lastanosa, aunque poco después la familia se trasladó a Huesca debido a las acusaciones de sus vecinos montisonenses de ser conversos, lo que le privaría más adelante de obtener su infanzonía a pesar de sus servicios a la corona.
Estudió en las universidades de Huesca, Alcalá de Henares, Salamanca, París y  Lovaina, siendo doctor en teología, buenas letras y matemáticas.
En 1553, tradujo al español Los dos libros de Geometría práctica, de Oroncio Fineo en  Bruselas, junto con Jerónimo Girava. Posteriormente en el 1559 se traslada a Italia al servicio del virrey de Nápoles donde estudió la posibilidad de abastecer la ciudad con agua del río Serino.
En 1563, ya de vuelta en España, entra al servicio de Felipe II, trabajando en las obras del Alcázar de Madrid, con Juan Bautista de Toledo, que tenía por entonces como ayudantes a Juan de Valencia y a Juan de Herrera. En 1565 se le encarga de visitar las obras del Canal Imperial de Aragón, como experto en obras hidráulicas.
A partir del año siguiente, 1566, empieza la participación de Lastanosa en la Descripción y Corografía de España, mapa geodésico de España, junto con el matemático Pedro Esquivel, trabajo que realizaron por triangulación y para el que diseñaron varios instrumentos.
Al parecer, según hipótesis de Nicolás García Tapia, pudo ser el autor de Los veintiún libros de los ingenios y de las máquinas, conocido como el Pseudo-Juanelo Turriano, un manuscrito perdido del XVI del que se conserva una copia y que trata fundamentalmente sobre ingeniería hidráulica. La atribución a Juanelo Turriano, «mecánico de Carlos V y Felipe II autor de complejos sistemas de relojes y de grandes elevaciones de aguas con extraños artificios» ya fue puesta en duda por los primeros investigadores del manuscrito en el siglo XVIII; como el lenguaje contiene aragonesismos y referencias geográficas concretas, Tapia lo atribuye a Pedro Juan de Lastanosa, que fue «maquinario de Felipe II». 
El manuscrito incluye cuatrocientos cuarenta dibujos muy minuciosos y de excelente calidad que completan la precisa descripción de los procesos técnicos; además, las máquinas e ingenios van acompañados de su despiece, lo que permite apreciar los detalles de su funcionamiento.

## Matrimonios y descendencia
Se sabe que estuvo casado pero en ningún momento se menciona el nombre de la esposa con la que tuvo sus cuatro hijos menores de edad en el momento de su muerte, entre ellos su primogénito Teodosio, quien bajo el patrocinio de Arias Montano estudió en el Monasterio de El Escorial.